# ミス・ユニバース2009
ミス・ユニバース2009（Miss Universe 2009）は、58回目のミス・ユニバースであり、世界大会は2009年8月23日にバハマ・ナッソーにあるアトランティス・パラダイス・アイランドで開催された。
日本からは宮坂絵美里が代表として出場した。

## 概要
開催地選定に当たってはドバイなどが関心を持っていたが、“ミス・ティーンUSA2008”開催実績を持つアトランティスが2009年3月に開催意思を示した。世界大会期間中は7月31日に“ミス・ティーンUSA2009”も同時開催された。
司会はビリー・ブッシュとクラウディア・ジョーダンが担当。83カ国が参加、最後にステファニア・フェルナンデスがミス・ユニバース2008のダイアナ・メンドーサからクラウンを受け取った。ベネズエラがミス・ユニバース史上初の大会2連覇を達成した。
大会の模様はNBCを通じて衛星生中継された。

## 日本代表
日本代表は2006年に知花くららが第2位、2007年に森理世が優勝、2008年に美馬寛子が第14位になるなど活躍が続いていたことから、この大会でもその動向が注目されていた。しかしながら、代表として出場していた宮坂絵美里は、セミファイナルの15位以内に入賞することは出来なかった。
ミス・ユニバースではいろいろと厳しい制約が設けられ、報道関係者ですら、事務局が定めるエリアでしか取材を行うことができない厳戒態勢が敷かれている。そんな中で、大会に関与するNBCと日テレが提携関係にあることから、日テレ系列の中京テレビが制作している『カウントダウン・ドキュメント 秒ヨミ!』2009年9月13日放送分で、その舞台裏が明らかにされた。ただし、前述の通り、報道関係者もシャットアウトとなることから、宮坂にビデオカメラを託し、自身で撮影してもらう形をとった。また同番組では、宮坂に敗れた日本代表候補者たちのその後も紹介された。

## 最終結果

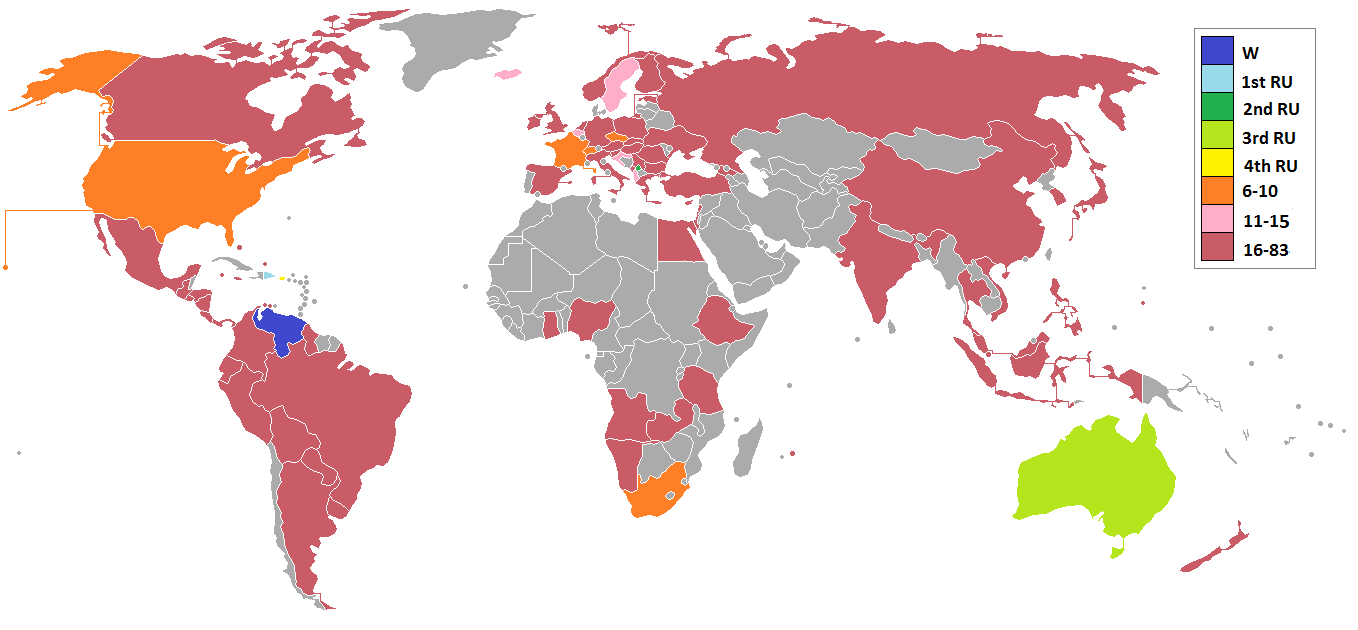
ミス・ユニバース2009の参加国・地域と最終結果

### 入賞者
| 最終結果             | 参加者 |
| -------------------- | --- |
| ミス・ユニバース2009 | - ベネズエラ – ステファニア・フェルナンデス（Stefanía Fernández） |
| 第2位                | - ドミニカ共和国 – アダ・デ・ラ・クルス（Ada de la Cruz） |
| 第3位                | - コソボ – マリゴナ・ドラグシャ（Marigona Dragusha） |
| 第4位                | - オーストラリア – レイチェル・フィンチ（Rachael Finch） |
| 第5位                | - プエルトリコ – マイラ・マトス（Mayra Matos） |
| トップ10             | - チェコ – イヴェタ・ルトフスカ - フランス – クロエ・モルト - 南アフリカ – タトゥム・ケシュワル - スイス – ホイットニー・トイロイ - アメリカ合衆国 – クリステン・ダルトン                   |
| トップ15             | - アルバニア – ハスナ・ジュキッチ - ベルギー – ゼイネプ・セベール - クロアチア – サラ・チョシッチ - アイスランド – インギビョルグ・エギルスドッティル - スウェーデン – レナーテ・セルリエン |

### 特別賞
- ミス・コンジニアリティ - 王静瑶（ 中国）
- ミス・フォトジェニック - チュティマ・ドゥロンデ（ タイ）
- ベスト・ナショナル・コスチューム - ディアナ・ブロス（ パナマ）

### スコア
| \| 国名 \| スイムスーツ審査 \| イブニングガウン審査 \| \| -------------- \| ---------------- \| -------------------- \| \| ベネズエラ \| 8.760 (4) \| 8.869 (5) \| \| ドミニカ共和国 \| 9.189 (2) \| 9.428 (1) \| \| コソボ \| 8.790 (3) \| 9.250 (2) \| \| オーストラリア \| 9.264 (1) \| 9.039 (4) \| \| プエルトリコ \| 8.533 (7) \| 9.050 (3) \| \| フランス \| 8.640 (5) \| 8.650 (6) \| \| 南アフリカ \| 8.460 (8) \| 8.040 (7) \| \| チェコ \| 8.350 (9) \| 8.010 (8) \| \| スイス \| 8.611 (6) \| 7.890 (9) \| \| アメリカ合衆国 \| 8.060 (10) \| 7.550 (10) \| \| アルバニア \| 7.900 (11) \| \| \| ベルギー \| 7.870 (12) \| \| \| スウェーデン \| 7.830 (13) \| \| \| クロアチア \| 7.811 (14) \| \| \| アイスランド \| 7.730 (15) \| \| | Winner (優勝) First runner-up (準グランプリ) Second runner-up (第3位) Third runner-up (第4位) Fourth runner-up (第5位) Top 10 Top 15 (#) Rank in each round of competition |                      |
| 国名 | スイムスーツ審査 | イブニングガウン審査 |
| ベネズエラ | 8.760 (4) | 8.869 (5)            |
| ドミニカ共和国 | 9.189 (2) | 9.428 (1)            |
| コソボ | 8.790 (3) | 9.250 (2)            |
| オーストラリア | 9.264 (1) | 9.039 (4)            |
| プエルトリコ | 8.533 (7) | 9.050 (3)            |
| フランス | 8.640 (5) | 8.650 (6)            |
| 南アフリカ | 8.460 (8) | 8.040 (7)            |
| チェコ | 8.350 (9) | 8.010 (8)            |
| スイス | 8.611 (6) | 7.890 (9)            |
| アメリカ合衆国 | 8.060 (10) | 7.550 (10)           |
| アルバニア | 7.900 (11) |                      |
| ベルギー | 7.870 (12) |                      |
| スウェーデン | 7.830 (13) |                      |
| クロアチア | 7.811 (14) |                      |
| アイスランド | 7.730 (15) |                      |

### 審査発表順
(スコアに関係なく順不同)
Top 15
| - 1. Puerto Rico - 2. Iceland - 3. Albania - 4. Czech Republic - 5. Belgium | - 6. Dominican Republic - 7. Sweden - 8. Kosovo - 9. Australia - 10. France | - 11. Switzerland - 12. South Africa - 13. USA - 14. Croatia - 15. Venezuela |

Top 10
| - 1. Australia - 2. Venezuela - 3. South Africa - 4. Dominican Republic - 5. Kosovo | - 6. Czech Republic - 7. Switzerland - 8. Puerto Rico - 9. USA - 10. France |

Top 5
- 1. Dominican Republic
- 2. Australia
- 3. Puerto Rico
- 4. Venezuela
- 5. Kosovo